# Капетан дуге пловидбе
„Капетан дуге пловидбе” је југословенски кратки филм из 1991. године. Режирао га је Милун Вучинић а сценарио су написали Синиша Ковачевић, Ивана Момчиловић и Милун Вучинић.

## Улоге
| Глумац                  | Улога                  |
| ----------------------- | ---------------------- |
| Стојан Дечермић         | Дамјан Мијаиловић Даћа |
| Ружица Сокић            | Конобарица             |
| Предраг Томановић       | Гордан                 |
| Весна Станојевић        | Горданова жена         |
| Војислав Мићовић        | Човек из кафане        |
| Божидар Павићевић Лонга | Управник затвора       |
| Љубомир Ћипранић        | Чувар у затвору        |